# Chris Taylor (lutte)
Pour les articles homonymes, voir Chris Taylor et Taylor.
Chris Taylor est un lutteur américain spécialiste de la lutte libre né le 13 juin 1950 et mort le 30 juin 1979.

## Biographie
Lors des Jeux olympiques d'été de 1972, il remporte la médaille de bronze en combattant dans la catégorie des +100 kg.